# Pycnonotus capensis
Pycnonotus capensis е вид птица от семейство Pycnonotidae.

## Разпространение
Видът е разпространен в Южна Африка.